# Kladno (distrito)
Kladno é um distrito da República Checa na região de Boémia Central, com uma área de 719 km² com uma população de 160.442 habitantes (2009) e com uma densidade populacional de 223 hab/km².

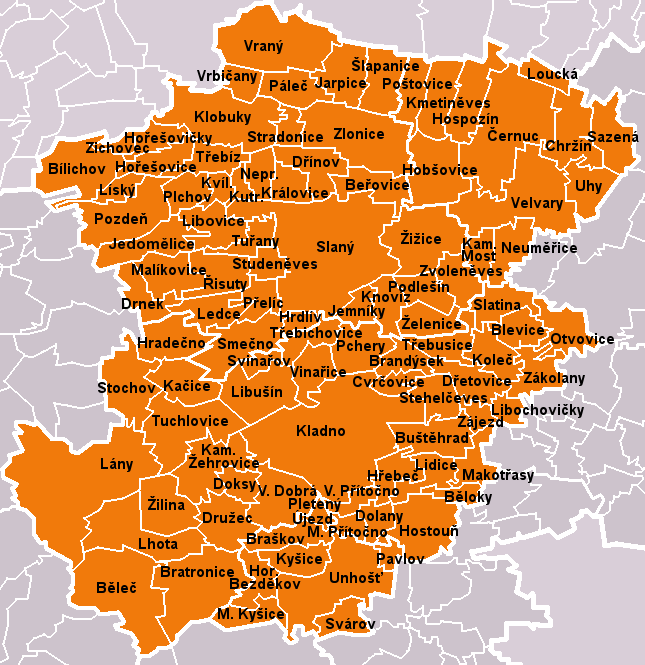